# Kokinačke žrtve 1935.
Kokinačke žrtve 1935. godine bila su dvojica ubijenih civila na području naselja Kokinac tijekom sukoba 15. rujna kada su 30 do 40 članova četničkog pokreta počeli pucati pištoljima tijekom crkvenog proštenja. Događaj je bio jedan od mnogih pokušaja civilnog zastrašivanja tijekom tadašnjih parlamentarnih izbora.
Prije pucanja, mještanin Kokinca pokušao je jednom od osoba s pištoljem otrgnuti značku s likom kralja Aleksandara I. Karađorđevića, pri čemu su te osobe pozvali lokalne žandare za pomoć, kojima je rečeno da su seljaci vikali: „Dolje kralj, dolje Jugoslavija, živjela samostalna Hrvatska!“ 
Tijekom sukoba sa žandarima dvojica civila Anton Kovačević i Vinko Antolić teže su ranjeni te su ubrzo u bjelovarskoj bolnici preminuli od svojih ozljeda.